# Straż Obywatelska (II RP)

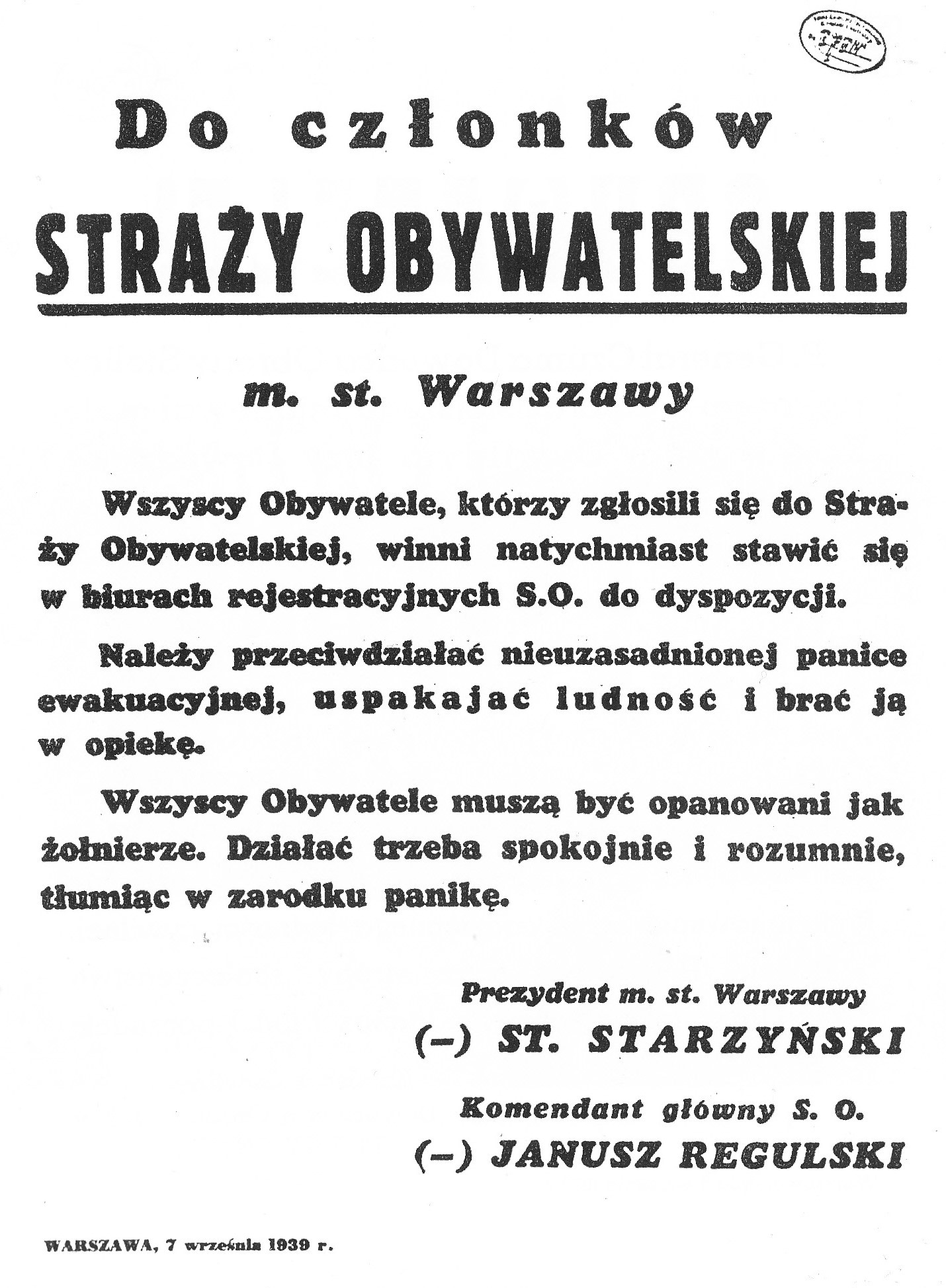
Odezwa do członków Straży Obywatelskiej m.st. Warszawy wydana w czasie obrony miasta we wrześniu 1939 roku

Straże obywatelskie – ochotnicze formacje powoływane w latach 1918−1920 oraz 1939 w miastach i powiatach II RP do pełnienia służby bezpieczeństwa, porządkowej i wartowniczej, strzeżenia linii komunikacyjnych (warta przy mostach, tunelach i wiaduktach, ochrona transportów, budynków stacyjnych) i obiektów stałych. 
Straże obywatelskie nosiły różne nazwy, takie jak Gwardia Obywatelska, Straże Kolejowe, Straże Ludowe, Straże Miejskie i Straże Ziemskie.